# Іркольське
Ірко́льське (каз. Иіркөл) — село у складі Кармакшинського району Кизилординської області Казахстану. Адміністративний центр та єдиний населений пункт Іркольського сільського округу.
У радянські часи село називалось Октябр.
Населення — 676 осіб (2021; 912 у 2009, 1172 у 1999, 1354 у 1989).